# Marquesanischer Hund

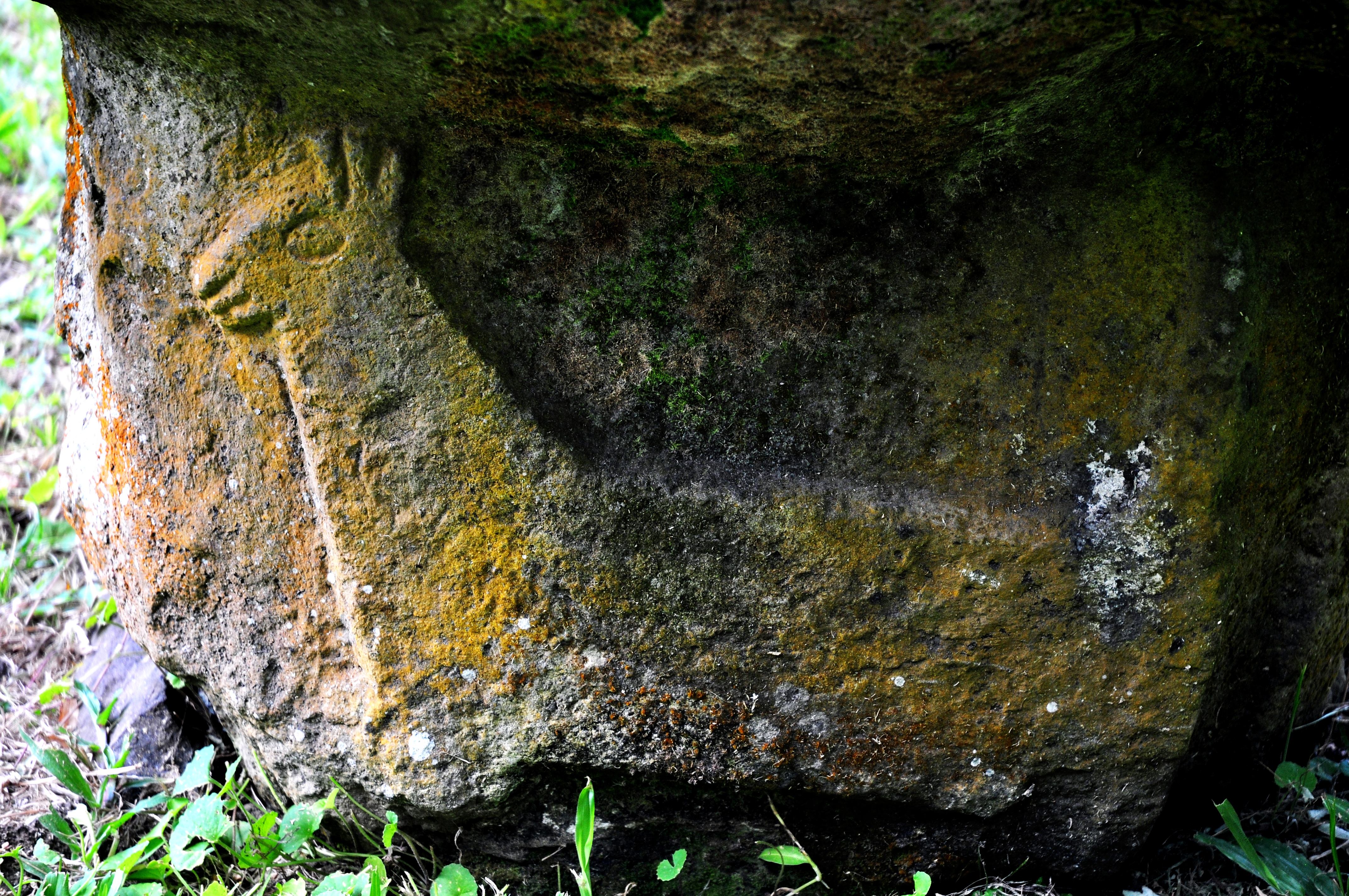
Hunde-Relief von meʻae Iʻipona, Puamaʻu Village, Hiva Oa, Marquesas-Inseln.

Der Marquesanische Hund (engl.: Marquesan Dog, Marquesas Islands Dog) ist eine ausgestorbene Hunderasse von den Marquesas-Inseln. Vergleichbar mit anderen Linien von polynesischen Hunderassen, wurde die Marquesanische Hunderasse von den Vorfahren der Polynesier im Verlauf ihrer Wanderungen auf den Marquesas-Inseln eingeführt. Die Tiere hatten unter anderem Totem-Funktionen und dienten als religiöse Symbole, aber auch manchmal als Fleischlieferanten, dies jedoch seltener als in anderen Regionen, da sie insgesamt selten gewesen zu sein scheinen. Diese ursprünglichen Hunderassen scheinen schon vor der Ankunft der Europäer ausgestorben zu sein, denn es gibt keine Berichte über Hunde auf den Inseln. Petroglyphische Darstellungen von Hunden und archäologische Überreste von Hunde-Knochen und -Bestattungen sind die einzigen Hinweise darauf, dass jemals eine solche Rasse existierte. Die moderne Hundepopulation auf den Inseln geht zurück auf die Abkömmlinge von Tieren, die im 19. Jahrhundert als Begleiter der europäischen Siedler auf die Inseln kamen.

## Linguistische Befunde

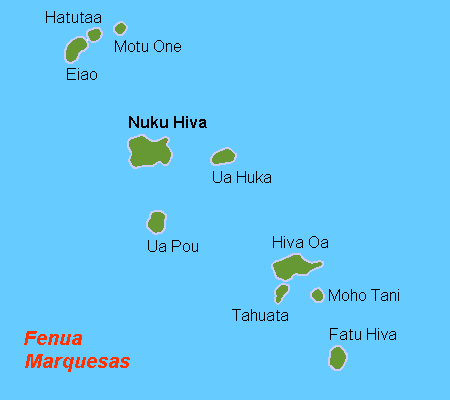
Karte der Marquesas-Inseln

Es gibt zwei Wörter für „Hund“ in der marquesanischen Sprache: peto im nördlichen Marquesas und nuhe im südlichen Marquesas. Das erstere könnte ein Lehnwort vom englischen pet oder vom spanischen perro sein, oder auf pero (ein Synonym für kurī = Hund in der verwandten maorischen Sprache) zurückgehen. Eine Theorie, die einen fremden Ursprung annimmt, vermutet, dass der Name des Hundes „Pato“ zum Synonym wurde, den der amerikanische Kapitän Edmund Fanning aus New Haven von 1798 bis 1803 auf Nuku Hiva mitführte. Das südmarquesanische Nuhe ist einzigartig in den polynesischen Sprachen, könnte aber in Verbindung stehen mit wanuhe, dem Wort für Hund in der Papuasprache der Brumer Islands. Der französische katholische Missionar René-Ildefonse Dordillon führte noch zwei andere Formen auf: mohoʻio und mohokio (in Grammaire et dictionnaire de la langue des iles Marquises, 1904).

## Geschichte
Über die Hunderasse ist nur wenig bekannt. Offenbar kamen sie mit den polynesischen Siedlern, zusammen mit Hühnern, Schweinen und der Pazifischen Ratte auf die Marquesas-Inseln. Wahrscheinlich war die Rasse bereits vor Ankunft der spanischen Entdecker 1595 ausgestorben.
Es gibt keine Berichte von Europäern über sie und man geht davon aus, dass sie schon immer ziemlich selten waren und auf den Inseln „noch nie zahlreich“ gewesen sind. Anders als in anderen Teilen Polynesiens wurden Hunde nie als wichtige Nahrungsquelle betrachtet, auch wenn die archäologischen Befunde durch Schnittspuren an Knochen deutlich machen, dass sie tatsächlich manchmal gegessen wurden. Aufgrund ihrer Seltenheit wurden sie wohl eher verehrt und waren ein Statussymbol der Häuptlings- und der Priesterklasse.
Viele Petroglyphen oder geritzte Abbildungen von Hunden fanden sich in der Umgebung religiöser Zentren und von Häuptlingswohnungen, was ihren herausgehobenen Status und ihre Bedeutung in der Kultur unterstreicht. Eine Untersuchung der amerikanischen Archäologin Sidsel N. Millerstrom kommt zu dem Ergebnis, dass die größte Zahl von Hunde-Petroglyphen in den Tälern von ʻAʻakapa, Haʻatuatua und Hatiheu an der Nordküste von Nuku Hiva zu finden ist, sowie am meʻae Vaikivi bei Ua Huka und dem meʻae Iʻipona und im Eiaone-Tal auf Hiva Oa. Die regionale Verteilung reflektiert möglicherweise die Rolle der Hunde als Symbole der Stammes- oder Clan-Zugehörigkeit. Hunde waren die Totem-Tiere, die dem Nakiʻi-Stamm zugeordnet wurden.

## Merkmale
Petroglyphen stellen die Marquesanischen Hunde in überzeichneter Form dar. Millerstrom schreibt, dass diese Repräsentationen von den typischen Charakteristika der Polynesischen Hunderassen stark abweichen, und stellte die Frage, ob sie als realistische Darstellungen gemeint seien. Sie stellte fest:

„Die Bilder des Marquesanischen Hunde zeigen, dass die Hälse und Körper übertrieben lang sind. Die Schwänze sind lang und über den Rücken gebogen, während die Ohren und das Maul zugespitzt, eckig oder auch abgerundet dargestellt wird. Die Beine sind kurz und in einem Fall vom Hatiheu Valley zeigen die Pfoten in die falsche Richtung…

Der frühe Nach-Kontakt-Hund ist weiß oder gefleckt, klein oder mittelgroß, mit spitzer Schnautze und Ohren, und einem langen Schwanz. Könnten die Marquesaner der Vergangenheit vergessen haben, wie Hunde aussahen oder hatte es einen bestimmten Sinn, wie sie den Hund darstellten?“

## Archäologie

### Steinritzungen
Der deutsche Archäologe Karl von den Steinen war der erste europäische Besucher, der die Hinweise auf die alten Hunde auf den Marquesas beobachtete (1897–98). In seinen Ausgrabungen des meʻae Iʻipona, eines Tempel-Bezirks in der Nähe des Dorfes Puamaʻu an der Nordost-Küste der Insel Hiva Oa, entdeckte er mehrere Stein-Tiki, unter anderem zwei mit zoomorphischen (tiergestaltigen) quadrupedischen Figuren, die auf den Statuen eingraviert waren. In dieser Zeit gehörte das Gelände und der Tempel dem Reverend James Kekela, einem hawaiianischen protestantischen Missionar, mit dem sich von den Steinen angefreundet hatte. Er stützte seine Untersuchungen zudem auf einen alten Marquesaner mit Namen Pihua, der der einzige war, der die Namen der Tikis dort kannte.

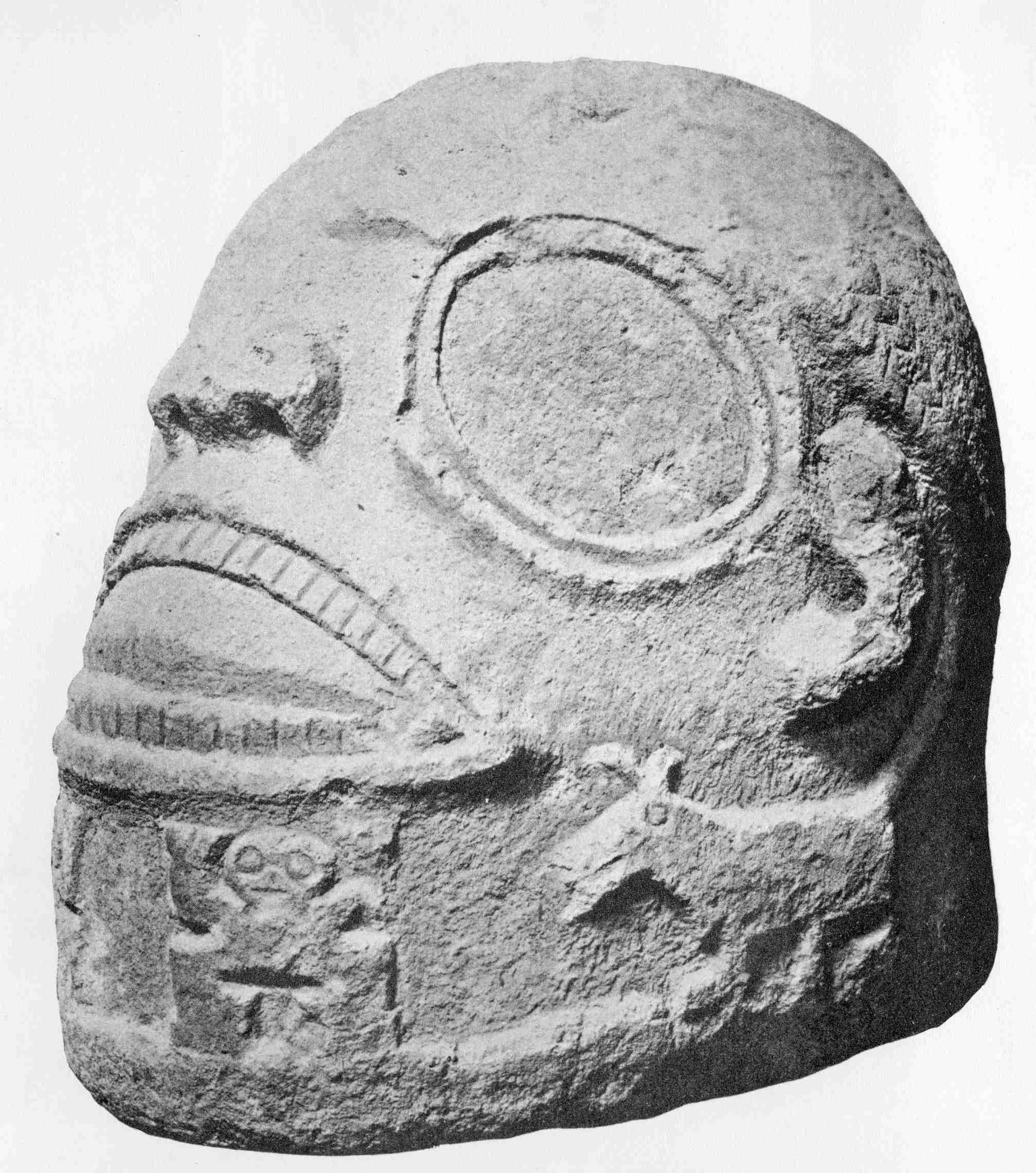
Opferkopf Manuiotaa, gegenwärtig im Ethnologischen Museum, Berlin.

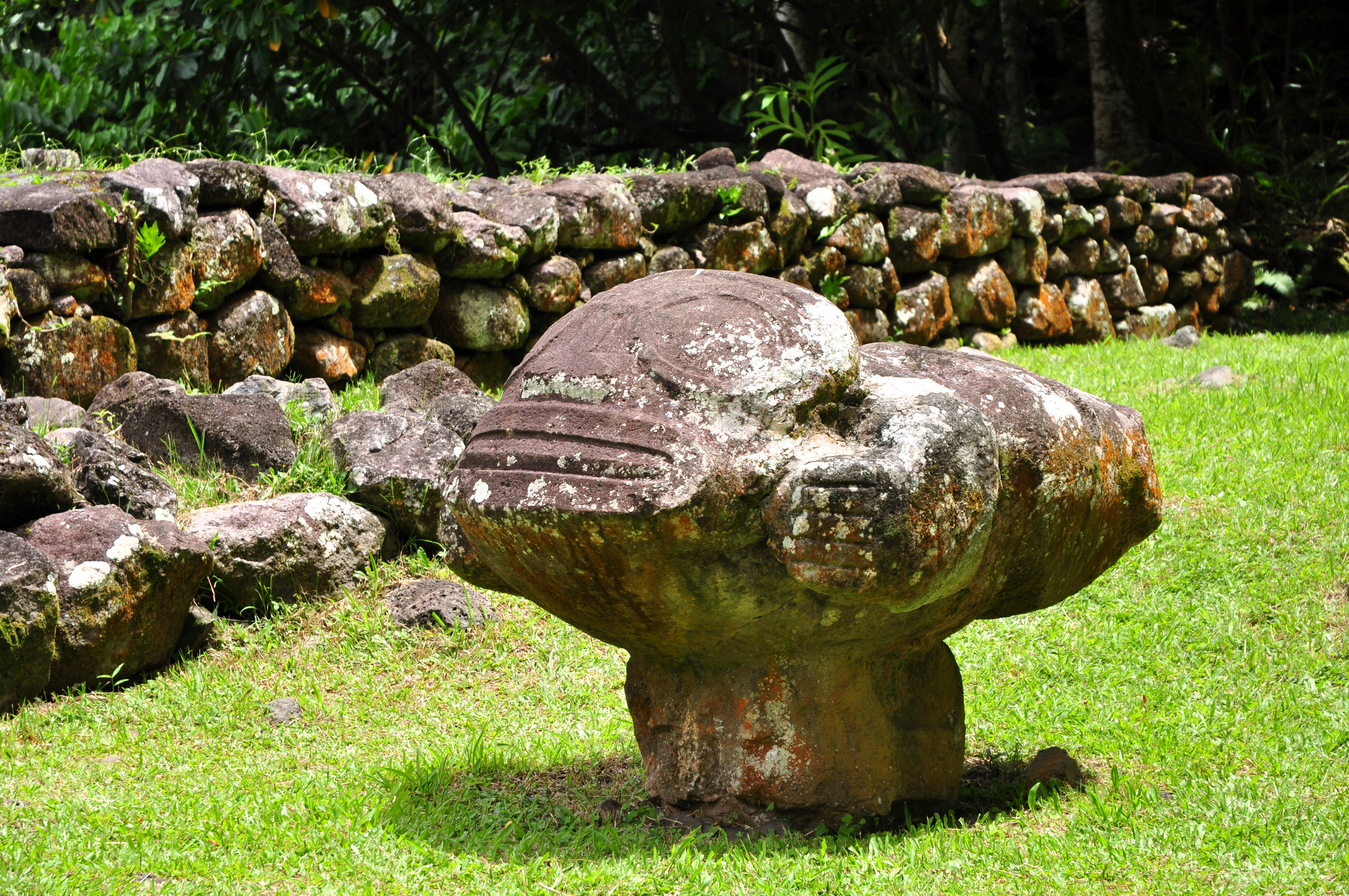
Tiki Makiʻi Tauʻa Pepe bei Iʻipona.

Der erste Tiki war ein megalithischer Stein mit den Abmessungen 82 cm (Höhe) und 90 cm (Durchmesser). Der Steinkopf stellt ein unbekanntes ʻupoko heʻaka (Menschenopfer) dar. Von den Steinen benannte den Stein Opferkopf Manuiotaa nach dem berühmten marquesanischen Bildhauer Manuiotaʻa aus dem  18. Jahrhundert vom Stamm der Nakiʻi. Es heißt, dass er an dieser Stelle zahlreiche Tikis und Statuen gestaltet habe. Der Kopf trug Totem-Motive von Vierbeinern und Strichzeichnungen von marquesanischen etua (Göttern), die auf beiden Seiten des Mundes ein„tätowiert“ waren. Von den Steinen erfuhr, dass die Vierbeiner entweder Hunde, Ratten oder Schweine darstellten. Er schloss jedoch, dass es sich um Ratten handeln müsse, da zu dieser Zeit die Hunde erst wieder von den Europäern eingeführt worden waren. Er brachte den Kopf nach Deutschland, wo er bis heute im Ethnologischen Museum Berlin ausgestellt wird.
Die zweite Statue erhielt den Namen Tiki Makiʻi Tauʻa Pepe nach Manuiotaʻas Frau, die als Tauʻa Pepe („Schmetterlings-Priesterin“) bekannt war; sie starb nach der Überlieferung im Kindbett mit Makiʻi („Sich windend vor Schmerzen“). Es gibt unterschiedliche Ansichten darüber, in welcher Position die Statue ursprünglich stand. Sowohl Karl von den Steinen als auch der deutsche Ethnograph Arthur Baessler, der schon vor Von den Steinen die Stelle aufsuchte, beschrieben die Statue in einer zurückgelehnten Position. Der norwegische Abenteurer und Ethnograph Thor Heyerdahl hingegen argumentierte, dass sie ursprünglich in vorübergebeugter Position stand und später umgeworfen wurde, als das Christentum auf den Inseln eingeführt wurde. Auf jeden Fall heißt es, dass sie eine weibliche Figur in vornübergebeugter Position darstellen soll, mit Kopf und Armen zum Himmel erhoben, und gebärend. Eine andere Interpretation sieht in der Figur eine weibliche Gottheit, welche das marquesanische Volk auf ihrem Rücken trägt. Bilder von Vierbeinern wurden als Bas-Reliefs auf beiden Seiten der rechteckigen Basis der Statue eingraviert. Dieses Tiki verblieb an seiner ursprünglichen Stelle und ist heute noch in Iʻipona zu besichtigen. Only one of the dog carving is discernible now; the other one has weathered away.
1956 stellte Thor Heyerdahl die Behauptung auf, dass die Reliefs auf dem Tiki Makiʻi Tauʻa Pepe Lamas oder Pumas seien, um seine Theorie zu stützen, dass Polynesien von Südamerika aus besiedelt worden sei. Später gab es Mutmaßungen, dass Heyerdahl die Reliefs verändert und während der Restaurierung bewusst verunstaltet hätte.
Gegenwärtig ist der Konsens, dass die Ritzungen die ausgestorbene Hunderasse darstellen und nicht Lamas, Pumas oder Ratten.

### Knochen und Bestattungen
1956 führte Robert Carl Suggs im Auftrag des American Museum of Natural History die erste stratigraphische Ausgrabung auf den Inseln durch und entdeckte dabei viele Fragmente von Hundeknochen und eine Hundebestattung, verstreut über verschiedene Stellen der Insel Nuku Hiva. Zwischen 1964 und 1965 entdeckte der amerikanische Archäologe japanischer Abstammung Yosihiko H. Sinoto, für das Bishop Museum, einen gebohrten Hunde-Eckzahn, der als Anhänger verwendet worden war, sowie einen Prämolar und zwei Hundebestattungen in den Sanddünen bei Hane auf der Insel Ua Huka. 1998 entdeckte der amerikanische Archäologe Barry Vladimir Rolett Hundeknochen in allen Schichten der Siedlung von Hanamiai auf der Insel Tahuata, was darauf schließen lässt, dass die Rasse möglicherweise bis in die Mitte des 19. Jahrhunderts auf dieser Insel überlebt hat. Einige dieser Knochen wiesen sichtbare Schnitte auf. 2000 entdeckte der französische Archäologe Pascal Sellier drei Hunde-Skelette neben mehreren Menschen-Gräbern bei Manihina, Ua Huka. Ein Hund war sogar in einem Sarg bestattet.
Millerstrom fasst diese früheren Funde zusammen und analysierte auch persönlich viele der Hunde-Petroglyphen, die von den prähistorischen Polynesiern hinterlassen wurden. 2003 schreibt sie in ihrer Arbeit „Facts and Fantasies: the Archaeology of the Marquesan Dog“, dass weitere Untersuchungen notwendig seien, um die Ausbreitung von Hunden in Ozeanien zu erforschen und ihre sozioökonomische Rolle in Marquesanischen und Ozeanischen Kulturen zu bestimmen, sowie die Morphologie der Knochen und Hundebestattungen in den marquesanischen archäologischen Stätten zu klären.

## Neueinführung von Hunden
Hunde unterschiedlicher Rassen wurden später durch europäische Siedler und Besucher wieder auf die Marquesas gebracht. Die ersten europäischen Hunde waren diejenigen, welche die spanischen Entdecker Álvaro de Mendaña de Neira und Pedro Fernandes de Queirós 1595 mit sich führten. Während sie sich auf Hiva Oa aufhielten, versuchten die Marquesaner einige der kleinen Hunde von ihren Schiffen zu stehlen. Die Anthropologin Katharine Luomala schreibt jedoch, dass nichts darauf hindeutet, dass diese Hunde von den Spaniern zurückgelassen wurden.
Wahrscheinlich die ersten Hunde, die wiedereingeführt wurden, waren diejenigen, die von amerikanischen Schiffen im frühen 18. Jahrhundert zurückgelassen wurden in der Obhut von Beachcombers, Missionaren und Siedlern, die die Tiere als Haustiere hielten. Einer der ersten, der aktenkundig wurde, war ein New-Haven-Hund mit Namen Pato, der „schuldig gefunden wurde, des Schaf-Diebstahls um das Jahr 1797 und der für dieses Verbrechen verbannt wurde.“ Um 1798 ließ ihn Captain Edmund Fanning auf Nuku Hiva zurück in der Obhut des britischen Missionars William Pascoe Crook, der ihn wiederum einem Chief „Keattonnue“ (d. h. King Cato) überließ. Aber am 8. Juni 1803 nahm ihn ein anderer amerikanischer Captain Brinell zurück und ersetzte ihn durch zwei andere Hunde.
Während der Nuku Hiva Campaign (Nuku-Hiva-Feldzug) 1813 berichtete der Marine-Kapitän David Porter, dass es einige Hunde auf der Insel gäbe und beobachtete, dass die Insulaner Angst vor den zwei Mastiffs an Bord seines Schiffes hatten.

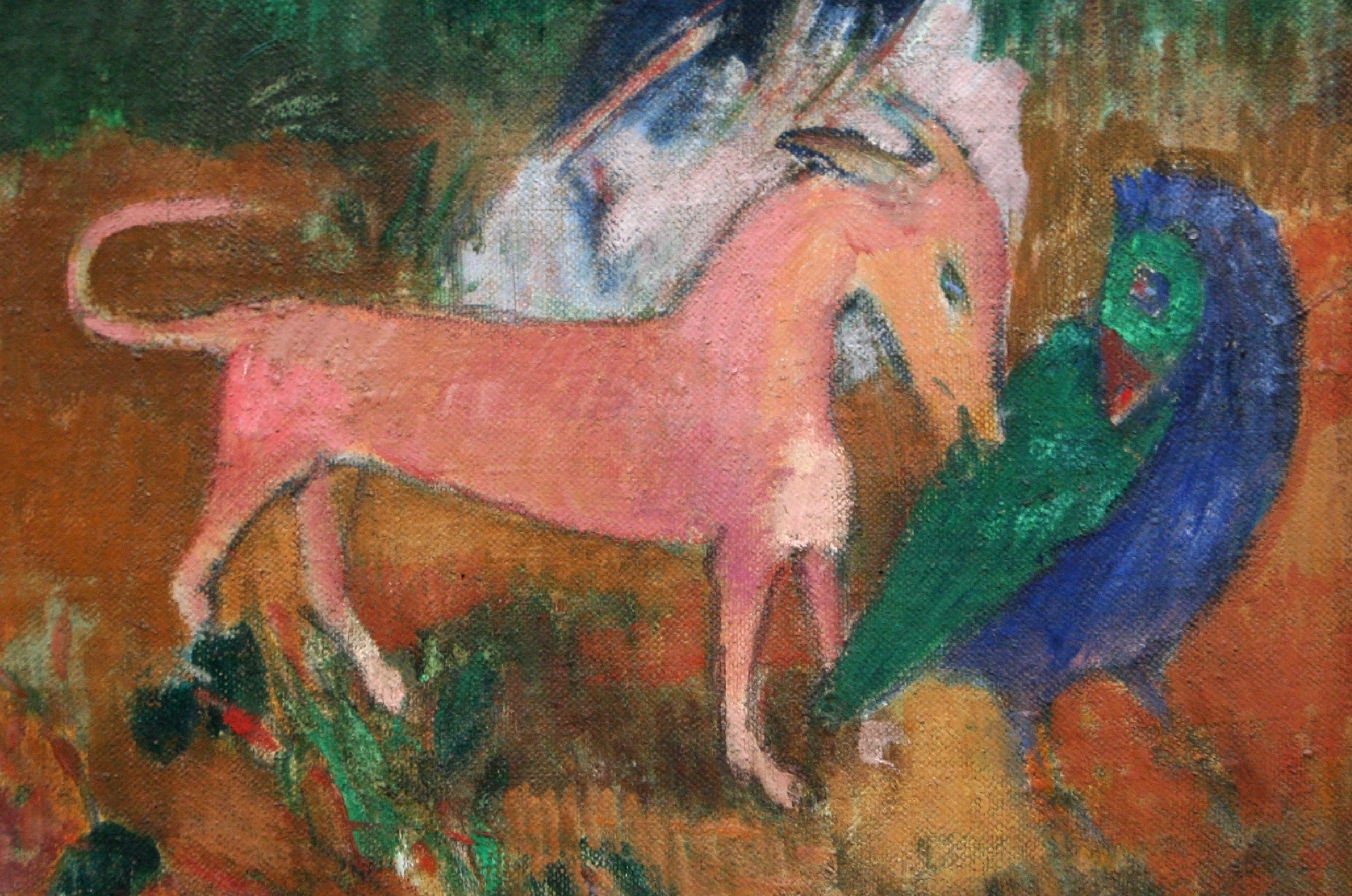
Paul Gauguins Gemälde von 1902, möglicherweise ein Marquesanisches Sumpfhuhn (Porphyrio paepae) gerissen von einem Hund.

In den 1890ern berichtet der englische Reisende Frederick William Christian von dem ideologischen Konflikt über den Verzehr von Hundefleisch, als die Population auf der Insel anwuchs. Während die Marquesaner in den östlichen Tälern von Hiva Oa dazu übergegangen waren, „mit Genuss“ (with delight) gebackenes Hundefleisch zu verspeisen, während die Einwohner der westlichen Täler „kaum jemals Hundefleisch anrühren würden, sogar in Zeiten des Hungers“ (will barely touch dog meat even in times of famine). Christian beobachtete auch, dass Hundefleisch in Tahuata und Fatu Hiva verzehrt wurde. Der französische Künstler Paul Gauguin bildete Szenen ab, auf denen Hunde auf den Marquesas zu sehen sind. Sein Gemälde von 1902 Le sorcier d'Hiva-Oa ou Le Marquisien à la cape rouge zeigt möglicherweise einen Hund, der einen Vogel der inzwischen ausgestorbene Koau (Marquesanisches Sumpfhuhn, Porphyrio paepae) erlegt.
In Herman Melvilles halbfiktionalem Werk Typee: A Peep at Polynesian Life von 1846 gibt der Erzähler Tommo ein wenig schmeichelhaftes Bild von Hunden, die im Tal Tai Pī auf Nuku Hiva leben:

„Ich denke, ich muss den Leser etwas über die Naturgeschichte des Tales erleuchten.
Woher, im Namen von Count Buffon und Baron Cuvier, kamen diese Hunde her, die ich in Typee seh? Hunde! – Eher große haarlose Ratten; alle mit geschmeidigen, glänzenden fleckigen Häuten – fetten Seiten, und sehr unangenehmen Gesichtern. Woher können sie wohl gekommen sein? Dass sie nicht die eingeborene Produktion der Region waren, davon bin ich fest überzeugt. In der Tat, sie schienen gewahr zu sein, dass sie Eindringlinge sind, sahen ziemlich beschämt aus, und immer versuchten sie sich in einer dunklen Ecke zu verstecken. Es war klar genug, dass sie sich nicht zu Hause fühlten in dem Tal – dass sie sich selbst fortwünschten und zurück zu dem hässlichen Land, von dem sie hergekommen sein müssen.
Krumme Köter! sie waren mein Ekel; ich hätte nichts lieber gehabt, als der Tod jedes einzelnen von ihnen zu sein. In der Tat, zu einem Zeitpunkt regte ich bei Mehevi an, dass ein Hundekreuzzug angemessen sei; aber der großzügige König wollte nicht zustimmen. Er hörte mir sehr geduldig zu; aber als ich geendet hatte, schüttelte er seinen Kopf und sagte mir im Vertrauen, dass sie „tabu“ seien.“